# Hedvika ze Schaunbergu
Hedvika ze Schaunberga († 1315) pocházela z hornorakouského rodu Schaunbergů.
Jejími manžely byli postupně Jindřich IV. z Kuenringu, Vok I. z Rožmberka (od roku 1257), Fridrich ze Stubenberga. Během pětiletého manželství s Vokem z Rožmberka se jí narodili synové Jindřich a Vítek. Rod Schaunbergů se stal nejbližším spojencem Rožmberků až do počátku 15. století (tehdy byl na hradě Schaunbergu uvězněn a ukryt zajatý král Václav IV.).